# Upogebia cortesi
Upogebia cortesi is een tienpotigensoort uit de familie van de Upogebiidae. De wetenschappelijke naam van de soort is voor het eerst geldig gepubliceerd in 2000 door Williams & Vargas.